# فرودگاه شهری اریک مارکوس
فرودگاه شهری اریک مارکوس (به انگلیسی: Eric Marcus Municipal Airport) (به زبان بومی: Ajo Municipal Airport) یک فرودگاه همگانی بهره‌برداری هوایی است که یک باند فرود آسفالت دارد و طول باند آن ۱۱۵۸ متر است. این فرودگاه در شهر شهرستان پیما، آریزونا کشور ایالات متحده آمریکا قرار دارد و در ارتفاع ۴۴۴ متری از سطح دریا واقع شده است.